# Olympische Winterspiele 2002/Shorttrack – 5000 m Staffel (Männer)
Der Wettkampf in der 5000-Meter-Shorttrack-Staffel der Männer bei den Olympischen Winterspielen 2002 wurde am 13. und am 23. Februar im Salt Lake Ice Center ausgetragen. Olympiasieger wurde die kanadische Staffel um Éric Bédard, Marc Gagnon, Jonathan Guilmette, François-Louis Tremblay und Mathieu Turcotte vor den Teams aus Italien und China. Die mitfavorisierte südkoreanische Staffel schied im Halbfinale aus.

## Hintergrund
Vor den Olympischen Spielen handelten amerikanische Medien insbesondere Südkorea als Titelfavoriten im Staffelrennen: Sowohl die Journalisten der Associated Press als auch die der Washington Post tippten auf einen koreanischen Sieg, während Sports Illustrated die kanadische Staffel (vor der südkoreanischen) vorne sah. Die Los Angeles Times wies darauf hin, dass Shorttrack-Staffeln „traditionell das Wildeste vom Wilden“ seien und jedes gute Team – genannt wurden die USA, China, Südkorea, Kanada und Japan – gewinnen könne.
Das Staffelfinale fand am Abend des vierten und letzten Wettkampftages der olympischen Shorttrack-Wettbewerbe von Salt Lake City statt. Unmittelbar zuvor hatte der Kanadier Marc Gagnon die Goldmedaille im 500-Meter-Rennen vor seinem Teamkollegen Jonathan Guilmette und dem US-Amerikaner Rusty Smith gewonnen. Der 1500-Meter-Olympiasieger Apolo Anton Ohno, der unter besonderer Aufmerksamkeit der (amerikanischen) Presse und des Publikums stand, war im 500-Meter-Halbfinale disqualifiziert worden und damit bei seinem dritten Auftritt in Salt Lake City zum ersten Mal ohne Medaille geblieben.

## Wettbewerb
Die zum Staffelwettbewerb zählenden Rennen verteilten sich auf zwei Wettkampftage: Die Halbfinalläufe fanden am Mittwoch, den 13. Februar 2002, statt, das A- und das B-Finale am Samstag, den 23. Februar 2002. Zum Wettbewerb traten insgesamt acht Staffeln an, zunächst in zwei Halbfinalrennen mit jeweils vier Teams, von denen sich die beiden besten für das A-Finale qualifizierten. Die Finalrennen wurden am Samstagabend ab 20:47 Uhr gelaufen.
Den während der Olympischen Winterspiele 2002 gültigen Weltrekord hielt die kanadische Staffel mit einer Zeit von 6:43,730 Minuten (aufgestellt am 14. Oktober 2001). Der von der japanischen Staffel 1998 gelaufene olympische Rekord lag bei 7:01,660 Minuten, wurde aber bereits im Vorlauf vom kanadischen Team um mehr als 16 Sekunden unterboten.

### Verlauf
Im ersten Halbfinale setzten sich die Teams aus Kanada und China gegen die japanische und die belgische Staffel durch. Im zweiten Halbfinale versuchte der südkoreanische Läufer Min Ryoung, den US-Amerikaner Rusty Smith innen zu überholen. Smith wehrte den Überholversuch mit Einsatz seines Ellenbogens ab, woraufhin Min mit dem Italiener Nicola Rodigari kollidierte. Das Rennen wurde abgebrochen und ohne die disqualifizierte südkoreanische Staffel erneut gestartet. Das US-amerikanische und das italienische Team qualifizierten sich für das A-Finale. Min Ryoung zog sich bei dem Sturz Prellungen zu und startete bei keinem weiteren olympischen Wettkampf.
Im A-Finale fuhren die Kanadier Mathieu Turcotte, François-Louis Tremblay, Marc Gagnon und Jonathan Guilmette zu einem ungefährdeten Sieg, nachdem es bei allen anderen Teams zu Stolperern und Stürzen gekommen war. Die US-Amerikaner hielten am längsten mit den Kanadiern mit, ehe Rusty Smith zur Hälfte des Rennens über eine Bahnmarkierung fiel. Mit mehr als zwölf Sekunden Rückstand belegte die US-Staffel Rang vier hinter Italien und China, wobei alle Abstände am Ende deutlich waren. Für Marc Gagnon war das Staffelgold seine insgesamt fünfte Medaille bei Olympischen Winterspielen (seine dritte in Salt Lake City), womit er zu einem der erfolgreichsten Shorttracker der olympischen Geschichte aufstieg.

### Ergebnisse
QA – Qualifikation für das A-Finale
QB – Qualifikation für das B-Finale
ADV – Advanced (aufgerückt)

#### Halbfinale
| Lauf | Rang | NOK                | Athleten                                                          | Zeit (min) | Anmerkungen |
| ---- | ---- | ------------------ | ----------------------------------------------------------------- | ---------- | ----------- |
| 1    | 1    | Kanada             | Éric Bédard Marc Gagnon François-Louis Tremblay Mathieu Turcotte  | 6:45,455   | QA, OR      |
| 1    | 2    | China              | Li Jiajun Feng Kai Guo Wei An Yulong                              | 6:46,625   | QA          |
| 1    | 3    | Japan              | Takafumi Nishitani Satoru Terao Naoya Tamura Takehiro Kodera      | 6:50,925   | QB          |
| 1    | 4    | Belgien            | Pieter Gysel Simon Van Vossel Ward Janssens Wim De Deyne          | 6:56,389   | QB          |
| 2    | 1    | Vereinigte Staaten | Ron Biondo Apolo Anton Ohno Rusty Smith Daniel Weinstein          | 7:09,788   | QA          |
| 2    | 2    | Italien            | Nicola Franceschina Nicola Rodigari Fabio Carta Michele Antonioli | 7:10,787   | QA          |
| 2    | 3    | Australien         | Steven Bradbury Alex McEwan Andrew McNee Stephen Lee              | 7:19,177   | QB          |
| 2    | NC   | Südkorea           | Kim Dong-sung Min Ryoung Lee Seung-jae Oh Se-jong                 |            | DSQ         |

#### B-Finale
| Rang | NOK        | Athleten                                                       | Zeit (min) | Anmerkungen |
| ---- | ---------- | -------------------------------------------------------------- | ---------- | ----------- |
| 1    | Japan      | Takafumi Nishitani Satoru Terao Yugo Shinohara Takehiro Kodera | 7:19,893   |             |
| 2    | Australien | Alex McEwan Stephen Lee Steven Bradbury Andrew McNee           | 7:45,271   |             |
| NC   | Belgien    | Pieter Gysel Simon Van Vossel Ward Janssens Wim De Deyne       |            | DSQ         |

#### A-Finale
| Rang | NOK                | Athleten                                                                | Zeit (min) | Anmerkungen |
| ---- | ------------------ | ----------------------------------------------------------------------- | ---------- | ----------- |
| 1    | Kanada             | Mathieu Turcotte François-Louis Tremblay Marc Gagnon Jonathan Guilmette | 6:51,579   |             |
| 2    | Italien            | Nicola Franceschina Nicola Rodigari Fabio Carta Maurizio Carnino        | 6:56,327   |             |
| 3    | China              | Li Jiajun Feng Kai Li Ye Guo Wei                                        | 6:59,633   |             |
| 4    | Vereinigte Staaten | Ron Biondo Apolo Anton Ohno Rusty Smith Daniel Weinstein                | 7:03,926   |             |

#### Endklassement
| Rang | NOK                | Athleten                                                                            | Pkt.   | Beste Zeit (min) |
| ---- | ------------------ | ----------------------------------------------------------------------------------- | ------ | ---------------- |
| 1    | Kanada             | Éric Bédard Marc Gagnon Jonathan Guilmette François-Louis Tremblay Mathieu Turcotte | A(1)   | 6:45,455 (OR)    |
| 2    | Italien            | Michele Antonioli Maurizio Carnino Fabio Carta Nicola Franceschina Nicola Rodigari  | A(2)   | 6:56,327         |
| 3    | China              | An Yulong Feng Kai Guo Wei Li Jiajun Li Ye                                          | A(3)   | 6:46,625         |
| 4    | Vereinigte Staaten | Ron Biondo J. P. Kepka (DNS) Apolo Anton Ohno Rusty Smith Daniel Weinstein          | A(4)   | 7:03,926         |
| 5    | Japan              | Takehiro Kodera Takafumi Nishitani Yugo Shinohara Naoya Tamura Satoru Terao         | B(1)   | 6:50,925         |
| 6    | Australien         | Steven Bradbury Stephen Lee Alex McEwan Andrew McNee Mark McNee (DNS)               | B(2)   | 7:19,177         |
| 7    | Belgien            | Wim De Deyne Pieter Gysel Ward Janssens Simon Van Vossel                            | B(DSQ) | 6:56,389         |
| NC   | Südkorea           | Ahn Hyun-soo (DNS) Kim Dong-sung Lee Seung-jae Min Ryoung Oh Se-jong                | 0      | DSQ              |